# Eduardo Gasset y Artime
Pour les articles homonymes, voir Gasset et Artime.
Eduardo Gasset y Artime, né le 13 juin 1832 à Pontevedra et mort le 20 mai 1884 à Madrid, est un journaliste et homme politique espagnol.